# Radekow
Radekow ist ein Ortsteil der Gemeinde Mescherin im Landkreis Uckermark in Brandenburg.

## Geografie
Der Ort liegt acht Kilometer nordwestlich von Mescherin und acht Kilometer östlich von Penkun. Im Norden und Westen bilden die Grenzen der Gemarkung Radekow zugleich die Landesgrenze zu Mecklenburg-Vorpommern. Im nordwestlichen Teil der Gemarkung befindet sich das Naturschutzgebiet Schwarzer Tanger. Die Nachbarorte sind Nadrensee im Norden, Rosow im Nordosten, Krähenort im Osten, Vorwerk Radekow im Südosten, Tantow Vorwerk im Süden, Damitzow im Südwesten, Büssow im Westen sowie Storkow im Nordwesten.

## Geschichte
Radekow war bis Ende 1924 eine selbständige Gemeinde. Zum 1. Januar 1925 schloss sie sich zusammen mit dem benachbarten Tantow zu einer neuen Gemeinde Tantow zusammen. Ab dem 1. Januar 1945 war Radekow nach Ausgliederung aus der Gemeinde Tantow wieder selbständig und wurde ein Teil des wiedergegründeten Landkreises Randow. Nach dessen Auflösung kam es am 1. Juli 1950 zum Landkreis Angermünde. Zum 31. Dezember 2002 wurde die Gemeinde Radekow aufgelöst und ebenso wie Mescherin, Neurochlitz und Rosow ein Ortsteil der neugebildeten Gemeinde Mescherin.

## Bauwerke

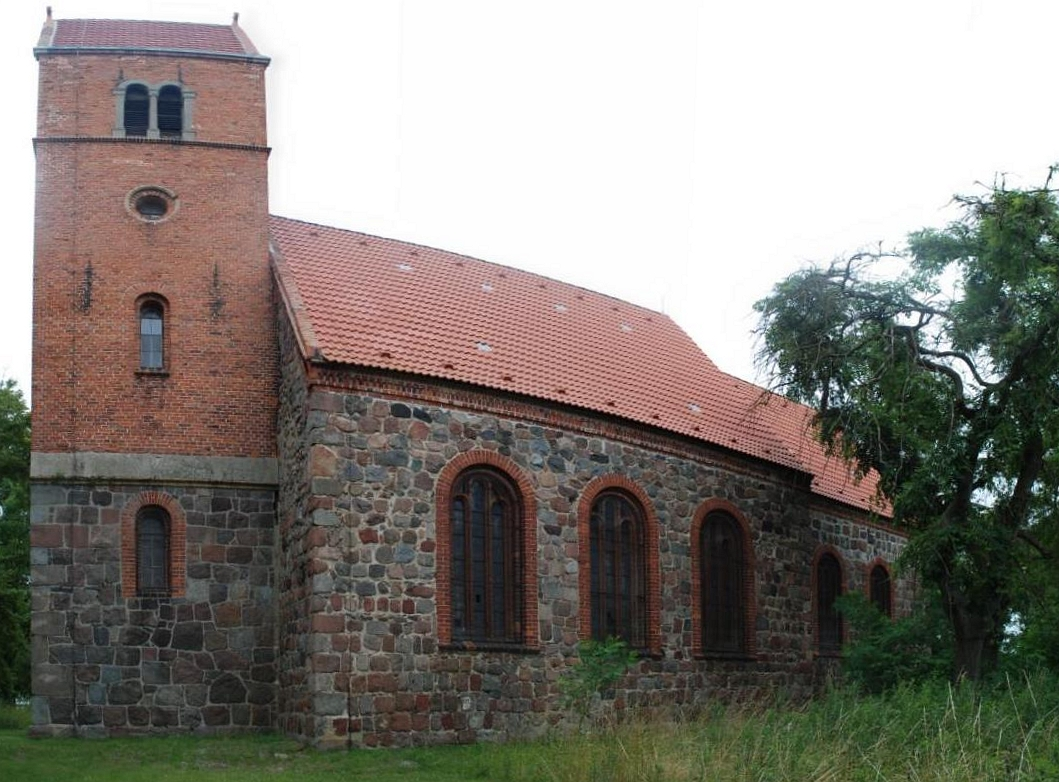
Dorfkirche Radekow

Die im Norden des Ortes gelegene Gutsanlage mit Gutshaus und Gutspark steht unter Denkmalschutz. Ebenso die in der zweiten Hälfte des 13. Jahrhunderts errichtete Dorfkirche Radekow.

## Verkehr
In Nord-Süd-Richtung verläuft die Kreisstraße 7311 durch die Ortslage. Über diese sind in nördlicher Richtung Nadrensee und Rosow zu erreichen. In der Gegenrichtung führt sie nach Tantow. Über die Gemarkung Radekow verläuft zudem die Bahnstrecke Berlin–Szczecin, die sich 150 Meter östlich der Ortslage befindet. Der nahegelegene Bahnhof Rosow ist bereits lange außer Betrieb.

## Persönlichkeiten
- Caspar von Eickstedt (1602–1632), Landrat, Herr auf Radekow
- Ralf Kramp (1963–), deutscher Autor, Karikaturist und Verleger, 2013 Initiator des Krimi-Camps, worin acht deutsche Autoren acht Tage lang in einer Villa im Ort den Roman 8 verfassten